# 山梨県道202号山梨市停車場線
山梨県道202号山梨市停車場線（やまなしけんどう202ごう やまなししていしゃじょうせん）は、山梨県山梨市の中央本線山梨市駅と国道411号を結ぶ一般県道である。全線が山梨市市内に位置する

## 概要
- 起点：山梨県山梨市上神内川（山梨市駅前）
- 終点：山梨県山梨市一町田中（一町田中交差点＝国道411号交点、山梨県道211号山梨笛吹線起点）

## 交差・接続する道路
- 山梨県道216号万力小屋敷線
- 山梨県道303号市之蔵山梨線（山梨市駅東交差点）
- 山梨県道208号下神内川石和温泉停車場線
- 国道411号（一町田中交差点）

## 周辺
- 山梨市駅
- 山梨県立山梨高等学校
- 山梨市立加納岩小学校
- 山梨下石森簡易郵便局
- 山梨市立山梨南中学校